# Anthoceros fuciformis
Anthoceros fuciformis là một loài rêu trong họ Anthocerotaceae. Loài này được Mont. mô tả khoa học đầu tiên năm 1843.